# Eliteserien 2010
La Eliteserien 2010, nota anche come Tippeligaen 2010 per ragioni di sponsorizzazione, fu la sessantacinquesima edizione della Eliteserien, massima serie del campionato norvegese di calcio. Iniziata il 13 marzo e conclusasi il 7 novembre 2010, vide la vittoria finale del Rosenborg, al suo ventiduesimo titolo, il secondo consecutivo. Capocannoniere del torneo fu Baye Djiby Fall (Molde), con 16 reti.

## Stagione

### Novità
Dalla Eliteserien 2009 vennero retrocessi il Fredrikstad (dopo aver perso lo spareggio promozione/retrocessione), il Bodø/Glimt e il Lyn Oslo, mentre dalla 1. divisjon 2009 vennero promossi l'Haugesund, l'Hønefoss e il Kongsvinger (vincitore dello spareggio promozione/retrocessione).

### Formula
Le sedici squadre partecipanti si affrontarono in un girone all'italiana con partite di andata e di ritorno, per un totale di 30 giornate. La prima classificata, vincitrice del campionato, veniva ammessa alla UEFA Champions League 2011-2012. La seconda e la terza classificata venivano ammesse alla UEFA Europa League 2011-2012, assieme al vincitore della Coppa di Norvegia. La quattordicesima classificata disputava gli spareggi promozione/retrocessione con terza, quarta e quinta classificate in 1. divisjon. Le ultime due classificate venivano retrocesse direttamente in 1. divisjon.

## Squadre partecipanti
| Club         | Stagione | Città        | Stadio             | Stagione 2009            |
| ------------ | -------- | ------------ | ------------------ | ------------------------ |
| Aalesund     | dettagli | Ålesund      | Color Line Stadion | 13º posto in Eliteserien |
| Brann        | dettagli | Bergen       | Brann Stadion      | 5º posto in Eliteserien  |
| Haugesund    | dettagli | Haugesund    | Haugesund Stadion  | 1º posto in 1. divisjon  |
| Hønefoss     | dettagli | Hønefoss     | AKA Arena          | 2º posto in 1. divisjon  |
| Kongsvinger  | dettagli | Kongsvinger  | Gjemselund Stadion | 3º posto in 1. divisjon  |
| Lillestrøm   | dettagli | Lillestrøm   | Åråsen Stadion     | 11º posto in Eliteserien |
| Molde        | dettagli | Molde        | Aker Stadion       | 2º posto in Eliteserien  |
| Odd Grenland | dettagli | Skien        | Skagerak Arena     | 4º posto in Eliteserien  |
| Rosenborg    | dettagli | Trondheim    | Lerkendal Stadion  | Campione di Norvegia     |
| Sandefjord   | dettagli | Sandefjord   | Komplett.no Arena  | 8º posto in Eliteserien  |
| Stabæk       | dettagli | Bærum        | Telenor Arena      | 3º posto in Eliteserien  |
| Start        | dettagli | Kristiansand | Sør Arena          | 9º posto in Eliteserien  |
| Strømsgodset | dettagli | Drammen      | Marienlyst Stadion | 12º posto in Eliteserien |
| Tromsø       | dettagli | Tromsø       | Alfheim Stadion    | 6º posto in Eliteserien  |
| Vålerenga    | dettagli | Oslo         | Ullevaal Stadion   | 7º posto in Eliteserien  |
| Viking       | dettagli | Stavanger    | Viking Stadion     | 10º posto in Eliteserien |

## Classifica finale
|  | Pos. | Squadra      | Pt | G  | V  | N  | P  | GF | GS | DR  |
|  | ---- | ------------ | -- | -- | -- | -- | -- | -- | -- | --- |
|  | 1.   | Rosenborg    | 68 | 30 | 19 | 11 | 0  | 58 | 24 | +34 |
|  | 2.   | Vålerenga    | 61 | 30 | 19 | 4  | 7  | 69 | 36 | +33 |
|  | 3.   | Tromsø       | 50 | 30 | 14 | 8  | 8  | 36 | 30 | +6  |
|  | 4.   | Aalesund     | 47 | 30 | 14 | 5  | 11 | 46 | 37 | +9  |
|  | 5.   | Odd Grenland | 46 | 30 | 12 | 10 | 8  | 48 | 41 | +7  |
|  | 6.   | Haugesund    | 45 | 30 | 12 | 9  | 9  | 51 | 39 | +12 |
|  | 7.   | Strømsgodset | 43 | 30 | 13 | 4  | 13 | 51 | 59 | -8  |
|  | 8.   | Start        | 42 | 30 | 11 | 9  | 10 | 57 | 60 | -3  |
|  | 9.   | Viking       | 41 | 30 | 10 | 11 | 9  | 48 | 41 | +7  |
|  | 10.  | Lillestrøm   | 40 | 30 | 9  | 13 | 8  | 51 | 44 | +7  |
|  | 11.  | Molde        | 40 | 30 | 10 | 10 | 10 | 42 | 45 | -3  |
|  | 12.  | Stabæk       | 39 | 30 | 11 | 6  | 13 | 46 | 47 | -1  |
|  | 13.  | Brann        | 34 | 30 | 8  | 10 | 12 | 48 | 50 | -2  |
|  | 14.  | Hønefoss     | 27 | 30 | 7  | 6  | 17 | 28 | 62 | -34 |
|  | 15.  | Kongsvinger  | 20 | 30 | 4  | 8  | 18 | 27 | 58 | -31 |
|  | 16.  | Sandefjord   | 12 | 30 | 2  | 6  | 22 | 25 | 58 | -33 |

Legenda:
      Campione di Norvegia e ammessa alla UEFA Champions League 2011-2012
      Ammessa alla UEFA Europa League 2011-2012
 Ammessa allo spareggio promozione/retrocessione
      Retrocessa in 1. divisjon 2011
Note:
Tre punti a vittoria, uno a pareggio, zero a sconfitta.

## Risultati
|              | Ros  | Vål  | Tro  | Aal  | Odd  | Hau  | Str  | Sta  | Vik  | Lil  | Mol  | Stb  | Bra  | Høn  | Kon  | San  |
| ------------ | ---- | ---- | ---- | ---- | ---- | ---- | ---- | ---- | ---- | ---- | ---- | ---- | ---- | ---- | ---- | ---- |
| Rosenborg    | –––– | 3-1  | 1-0  | 2-2  | 1-1  | 4-3  | 3-0  | 3-3  | 1-1  | 0-0  | 3-1  | 2-0  | 3-0  | 3-0  | 4-0  | 1-0  |
| Vålerenga    | 0-0  | –––– | 3-0  | 3-0  | 6-1  | 5-2  | 4-1  | 8-1  | 2-0  | 2-1  | 2-1  | 3-2  | 1-0  | 0-0  | 5-2  | 3-0  |
| Tromsø       | 0-0  | 2-1  | –––– | 0-1  | 3-1  | 2-0  | 2-1  | 1-0  | 1-0  | 0-0  | 0-1  | 3-0  | 0-3  | 2-0  | 1-0  | 2-1  |
| Aalesund     | 1-1  | 1-0  | 2-0  | –––– | 2-3  | 2-1  | 3-1  | 2-0  | 3-1  | 3-0  | 0-0  | 2-2  | 3-1  | 1-3  | 2-0  | 2-2  |
| Odd Grenland | 1-3  | 1-2  | 1-1  | 2-1  | –––– | 4-1  | 2-0  | 2-1  | 2-1  | 2-1  | 1-1  | 2-3  | 0-0  | 1-0  | 0-0  | 5-0  |
| Haugesund    | 0-0  | 2-0  | 0-0  | 2-1  | 3-0  | –––– | 2-2  | 4-2  | 4-0  | 3-3  | 1-2  | 2-1  | 1-1  | 5-1  | 3-0  | 2-0  |
| Strømsgodset | 1-1  | 1-0  | 2-1  | 3-1  | 0-4  | 2-1  | –––– | 3-1  | 2-1  | 5-4  | 1-3  | 1-3  | 1-1  | 4-1  | 2-0  | 4-2  |
| Start        | 2-3  | 5-3  | 1-1  | 1-0  | 1-1  | 3-3  | 4-2  | –––– | 1-1  | 2-3  | 1-1  | 3-2  | 3-1  | 2-0  | 3-0  | 2-0  |
| Viking       | 1-2  | 3-4  | 1-1  | 1-3  | 3-1  | 1-0  | 3-1  | 2-2  | –––– | 0-0  | 4-1  | 2-0  | 4-0  | 4-0  | 3-1  | 0-0  |
| Lillestrøm   | 1-2  | 1-4  | 2-0  | 1-0  | 2-2  | 1-1  | 3-1  | 3-2  | 1-1  | –––– | 1-1  | 0-0  | 3-2  | 6-0  | 2-2  | 4-0  |
| Molde        | 1-2  | 0-1  | 2-3  | 2-1  | 0-0  | 2-1  | 3-2  | 1-2  | 2-2  | 3-3  | –––– | 1-0  | 3-2  | 1-0  | 2-0  | 0-0  |
| Stabæk       | 1-2  | 1-1  | 0-1  | 2-1  | 0-3  | 0-0  | 1-2  | 3-0  | 2-3  | 2-1  | 4-3  | –––– | 2-1  | 0-1  | 4-2  | 2-1  |
| Brann        | 2-3  | 1-1  | 0-1  | 2-1  | 1-1  | 0-0  | 4-0  | 3-4  | 3-3  | 1-1  | 1-1  | 2-2  | –––– | 3-2  | 3-1  | 3-2  |
| Hønefoss     | 0-2  | 3-1  | 2-2  | 0-2  | 2-1  | 0-2  | 1-1  | 0-0  | 0-1  | 3-2  | 1-1  | 0-4  | 2-0  | –––– | 1-2  | 1-0  |
| Kongsvinger  | 0-0  | 1-2  | 1-1  | 1-2  | 1-2  | 0-1  | 0-2  | 3-3  | 1-1  | 0-0  | 3-1  | 1-2  | 0-3  | 3-3  | –––– | 1-0  |
| Sandefjord   | 1-3  | 0-1  | 3-5  | 0-1  | 1-1  | 0-1  | 0-3  | 1-2  | 0-0  | 0-1  | 3-1  | 1-1  | 1-4  | 6-1  | 0-1  | –––– |

## Spareggio promozione/retrocessione
Allo spareggio vennero ammessi l'Hønefoss, quattordicesimo classificato in Eliteserien, e il Fredrikstad, il Løv-Ham e il Ranheim, rispettivamente terzo, quarto e quinto classificato in 1. divisjon. Il Fredrikstad vinse gli spareggi e venne promosso in Eliteserien, con la conseguente retrocessione dell'Hønefoss in 1. divisjon.

### Semifinali
|             | Risultati   |         | Luogo e data                  |
| ----------- | ----------- | ------- | ----------------------------- |
| Fredrikstad | 2 - 0       | Løv-Ham | Fredrikstad, 12 novembre 2010 |
| Hønefoss    | 2 - 1 (dts) | Ranheim | Kongsvinger, 13 novembre 2010 |
|             |             |         |                               |

### Finale
|             | Risultati |             | Luogo e data                  |
| ----------- | --------- | ----------- | ----------------------------- |
| Hønefoss    | 1 - 4     | Fredrikstad | Sarpsborg, 21 novembre 2010   |
| Fredrikstad | 4 - 0     | Hønefoss    | Kongsvinger, 25 novembre 2010 |
|             |           |             |                               |

## Statistiche

### Classifica marcatori
| Gol | Rigori |  | Giocatore              | Squadra    |
| --- | ------ |  | ---------------------- | ---------- |
| 16  |        |  | Baye Djiby Fall        | Molde      |
| 15  |        |  | Mohammed Abdellaoue    | Vålerenga  |
| 14  | 6      |  | Steffen Iversen        | Rosenborg  |
| 14  | 1      |  | Anthony Ujah           | Lillestrøm |
| 14  |        |  | Petter Vaagan Moen     | Brann      |
| 13  | 1      |  | Rade Prica             | Rosenborg  |
| 12  | 3      |  | Nikola Đurđić          | Haugesund  |
| 12  |        |  | Luton Shelton          | Vålerenga  |
| 12  |        |  | Ole Martin Årst        | Start      |
| 12  |        |  | Tor Hogne Aarøy        | Aalesund   |
| 11  |        |  | Thomas Sørum           | Haugesund  |
| 10  |        |  | Veigar Páll Gunnarsson | Stabæk     |
| 10  |        |  | Erik Huseklepp         | Brann      |